# Paucourt
Paucourt település Franciaországban, Loiret megyében. Lakosainak száma 920 fő (2022. január 1.). Paucourt Ferrières-en-Gâtinais, Amilly, Cepoy, Châlette-sur-Loing, La Chapelle-Saint-Sépulcre, Fontenay-sur-Loing és Griselles községekkel határos.

## Népesség
A település népességének változása:
| Lakosok száma | 242  | 652  | 758  | 879  | 900  | 900  | 904  | 908  | 907  | 920  |
|               | 1968 | 1982 | 1990 | 2006 | 2013 | 2015 | 2017 | 2019 | 2020 | 2022 |